# Lingua dei segni finlandese-svedese
La lingua dei segni svedese-finlandese, in finlandese suomenruotsalainen viittomakieli  e in svedese finlandssvenskt teckenspråk, sigla FinSSL, è la lingua naturale per sordi più comunemente utilizzata in Finlandia, con una popolazione di circa 450 persone della comunità sorda svedese e finlandese.

## Storia
Era utilizzata da circa 300 persone, di cui 150 sordi ed udenti, tutti specificatamente della città di Porvoo. Non è più insegnata nelle scuole pubbliche (l'ultimo corso risale al 1993) e pertanto in pericolo di estinzione, anche per la mancanza di interpreti.